# Big 5 (015B의 음반)
《Big 5》는 대한민국의 그룹 015B의 5번째 정규 앨범이다. 정석원, 장호일, 김돈규 등이 참여했다.

## 곡 목록
1. "바보들의 세상" – 2:59
2. "슬픈 인연" – 4:00
3. "마지막 사랑" – 4:38
4. "시간" – 3:19
5. "너에게 보내는 마지막 편지" – 3:59
6. "단발머리" – 3:51
7. "그녀의 딸은 세살이에요" – 4:42
8. "Netizen" (feat.문경현) – 4:14
9. "아직도 희망은 있어 - 세상의 어린이들에게" – 4:14
10. "결혼" (feat.김우관) – 3:57